# Cyathea tenuis
Cyathea tenuis är en ormbunkeart som beskrevs av Guido Georg Wilhelm Brause. Cyathea tenuis ingår i släktet Cyathea och familjen Cyatheaceae. Inga underarter finns listade.